# Харуна Оно
Харуна Оно (小野春菜 Ono Haruna; рођена 10. августа 1988, Префектура Нара, Јапан) је најстарији члан и вођа јапанске рок групе Скандал. Пружа водеће вокале и свира Гитару.
Заједно са Рином Сузуки је дио хип хоп дуо-а "Almond Crush" који је направљен са Скандаловим синглом "Taiyou Scandalous" док су Мами Сасазаки и Томоми Огава направили дуо "Dobondobondo".

## Подаци
- Име - Харуна Оно (小野春菜 Ono Haruna)
- Место Рођења - Аичи, Јапан
- Датум Рођења - 10. август 1988. (36 год.)
- Надимак - Хару
- Висина - 153
- Инструменти - Гитара, Вокали